# Єкатериновка (Казахстан)
Єкатери́новка (каз. Екатеринов) — село у складі Жамбильського району Північноказахстанської області Казахстану. Входить до складу Казанського сільського округу, раніше було центром ліквідованої Матросовської сільської ради.
Населення — 132 особи (2021; 279 у 2009, 405 у 1999, 804 у 1989).
Національний склад станом на 1989 рік:
- росіяни — 65 %.